# Knebelvertrag
Als Knebelvertrag bezeichnet man umgangssprachlich ein Vertragswerk, das darauf abzielt, eine Vertragspartei möglichst langfristig in einem unausgewogenen Vertragsverhältnis festzuhalten. Meist wird das erreicht durch die Gestaltung von Kündigungsfristen oder -bedingungen, Ausnutzung von scheinbaren Vorteilen für die „geknebelte“ Partei oder Monopolstellungen.
In Anlehnung dazu werden manchmal einzelne Paragraphen eines Vertrages als „Knebelparagraphen“ bezeichnet, wenn sie für eine der Vertragsparteien unverhältnismäßig günstige Konditionen enthalten.
Solche Verträge können rechtlich gänzlich oder in Teilen nichtig sein. In Deutschland kommen hierfür Verstöße gegen das Recht der Allgemeinen Geschäftsbedingungen in Betracht, soweit diese anwendbar sind. Ferner kann ein sittenwidriges Rechtsgeschäft nach § 138 Abs. 1 oder Wucher nach § 138 Abs. 2 BGB vorliegen.